# بنة كوه (حومة لنجة)
بنة کوه (بالفارسية: بن کوه) هي مستوطنة تقع في إيران في مهران. يقدر عدد سكانها بـ 249 نسمة .